# Communauté d'agglomération Grand Paris Sud
Ne doit pas être confondu avec Établissement public territorial Grand Paris Sud Est Avenir.
La communauté d'agglomération Grand Paris Sud est une communauté d'agglomération située dans les départements de l’Essonne et de Seine-et-Marne et la région Île-de-France.

## Historique
Dans le cadre de la mise en œuvre de la loi MAPAM du 27 janvier 2014, qui prévoit la généralisation de l'intercommunalité à l'ensemble des communes et la création d'intercommunalités de taille importante, le préfet de la région d'Île-de-France approuve le 4 mars 2015 un schéma régional de coopération intercommunale qui prévoit notamment la « fusion de la communauté d'agglomération Évry Centre Essonne (91), de la communauté d'agglomération Seine-Essonne (91), de la communauté d’agglomération de Sénart en Essonne (91), et de la communauté d'agglomération de Sénart (77) et (l')extension du nouveau groupement à la commune de Grigny (91) », antérieurement membre de la communauté d'agglomération Les Lacs de l'Essonne.
Elle a donc été créée par un arrêté interpréféctoral du 15 décembre 2015.
Plusieurs recours ont été engagés, notamment par le député-maire (LR) de Combs-la-Ville, contestant l'arrêté portant création du nouvel EPCI, ainsi que l'arrêté fixant la composition du conseil communautaire,, en soutenant une question prioritaire de constitutionnalité (QPC) sur l'inconstitutionnalité éventuelle d'une perte par des conseillers communautaires élus au suffrage universel de leur mandat avant la fin de leur mandature. Le juge des référés du tribunal administratif de Versailles a rejeté les premiers par une ordonnance du 29 décembre 2015, mais le tribunal administratif de Paris a, lui, suspendu l'arrêté du préfet de la région Île-de-France fixant le nombre de délégués de chaque commune dans le conseil communautaire. Son ordonnance a été annulée par le Conseil d’État le 10 février 2016, qui a jugé qu'il n'y avait pas lieu de transmettre la QPC au Conseil constitutionnel, ouvrant ainsi la voie à l'élection des membres du conseil communautaire et la mise en place de l'exécutif de la communauté d'agglomération.
À la suite de la création de la commune nouvelle d'Évry-Courcouronnes, le 1er janvier 2019, commune issue de la fusion d'Évry et de Courcouronnes, la  communauté d'agglomération Grand Paris Sud Seine-Essonne-Sénart compte désormais 23 communes et son siège se situe à Évry-Courcouronnes.

## Territoire communautaire

### Composition
La communauté d'agglomération est composée des 23 communes suivantes :

| Nom                        | Code Insee | Gentilé             | Superficie (km2) | Population (dernière pop. légale) | Densité (hab./km2) |
| -------------------------- | ---------- | ------------------- | ---------------- | --------------------------------- | ------------------ |
| Évry-Courcouronnes (siège) | 91228      | Évry-Courcouronnais | 12,7             | 66 700 (2022)                     | 5 252              |
| Bondoufle                  | 91086      | Bondouflois         | 6,76             | 10 833 (2022)                     | 1 603              |
| Cesson                     | 77067      | Cessonnais          | 6,98             | 11 141 (2022)                     | 1 596              |
| Combs-la-Ville             | 77122      | Combslavillais      | 14,48            | 22 712 (2022)                     | 1 569              |
| Corbeil-Essonnes           | 91174      | Corbeil-Essonnois   | 11,01            | 53 712 (2022)                     | 4 878              |
| Le Coudray-Montceaux       | 91179      | Coudraysiens        | 11,44            | 4 738 (2022)                      | 414                |
| Étiolles                   | 91225      | Étiollais           | 11,65            | 3 100 (2022)                      | 266                |
| Grigny                     | 91286      | Grignois            | 4,87             | 26 500 (2022)                     | 5 441              |
| Lieusaint                  | 77251      | Lieusaintais        | 11,97            | 14 096 (2022)                     | 1 178              |
| Lisses                     | 91340      | Lissois             | 10,4             | 7 295 (2022)                      | 701                |
| Moissy-Cramayel            | 77296      | Moisséens           | 14,28            | 18 498 (2022)                     | 1 295              |
| Morsang-sur-Seine          | 91435      | Morsandiaux         | 4,39             | 584 (2022)                        | 133                |
| Nandy                      | 77326      | Nandéens            | 8,56             | 6 322 (2022)                      | 739                |
| Réau                       | 77384      | Réaltais            | 13,32            | 2 045 (2022)                      | 154                |
| Ris-Orangis                | 91521      | Rissois             | 8,71             | 30 283 (2022)                     | 3 477              |
| Saint-Germain-lès-Corbeil  | 91553      | Saint-Germinois     | 4,93             | 7 471 (2022)                      | 1 515              |

Carte des communes de l'agglomération.
1 : Bondoufle, 2 : Cesson, 3 : Combs-la-Ville, 4 : Corbeil-Essonnes, 5 : Étiolles, 6 : Évry-Courcouronnes, 7 : Grigny, 8 : Le Coudray-Montceaux, 9 : Lieusaint, 10 : Lisses, 11 : Moissy-Cramayel, 12 : Morsang-sur-Seine, 13 : Nandy, 14 : Réau, 15 : Ris-Orangis, 16 : Saint-Germain-lès-Corbeil, 17 : Saint-Pierre-du-Perray, 18 : Saintry-sur-Seine, 19 : Savigny-le-Temple, 20 : Soisy-sur-Seine, 21 : Tigery, 22 : Vert-Saint-Denis, 23 : Villabé.

| Saint-Pierre-du-Perray     | 91573      | Saint-Perreyens     | 11,59            | 12 071 (2022)                     | 1 042              |
| Saintry-sur-Seine          | 91577      | Saintryens          | 3,29             | 5 853 (2022)                      | 1 779              |
| Savigny-le-Temple          | 77445      | Savigniens          | 11,97            | 30 630 (2022)                     | 2 559              |
| Soisy-sur-Seine            | 91600      | Soiséens            | 8,56             | 7 370 (2022)                      | 861                |
| Tigery                     | 91617      | Tigeriens           | 8,64             | 4 359 (2022)                      | 505                |
| Vert-Saint-Denis           | 77495      | Verdionysiens       | 16,13            | 9 057 (2022)                      | 562                |
| Villabé                    | 91659      | Villabéens          | 4,56             | 5 654 (2022)                      | 1 240              |

### Démographie
| 1968   | 1975    | 1982    | 1990    | 1999    | 2010    | 2015    | 2021    |
| ------ | ------- | ------- | ------- | ------- | ------- | ------- | ------- |
| 93 150 | 159 073 | 204 544 | 271 251 | 290 802 | 323 637 | 346 826 | 357 664 |

## Organisation

### Siège

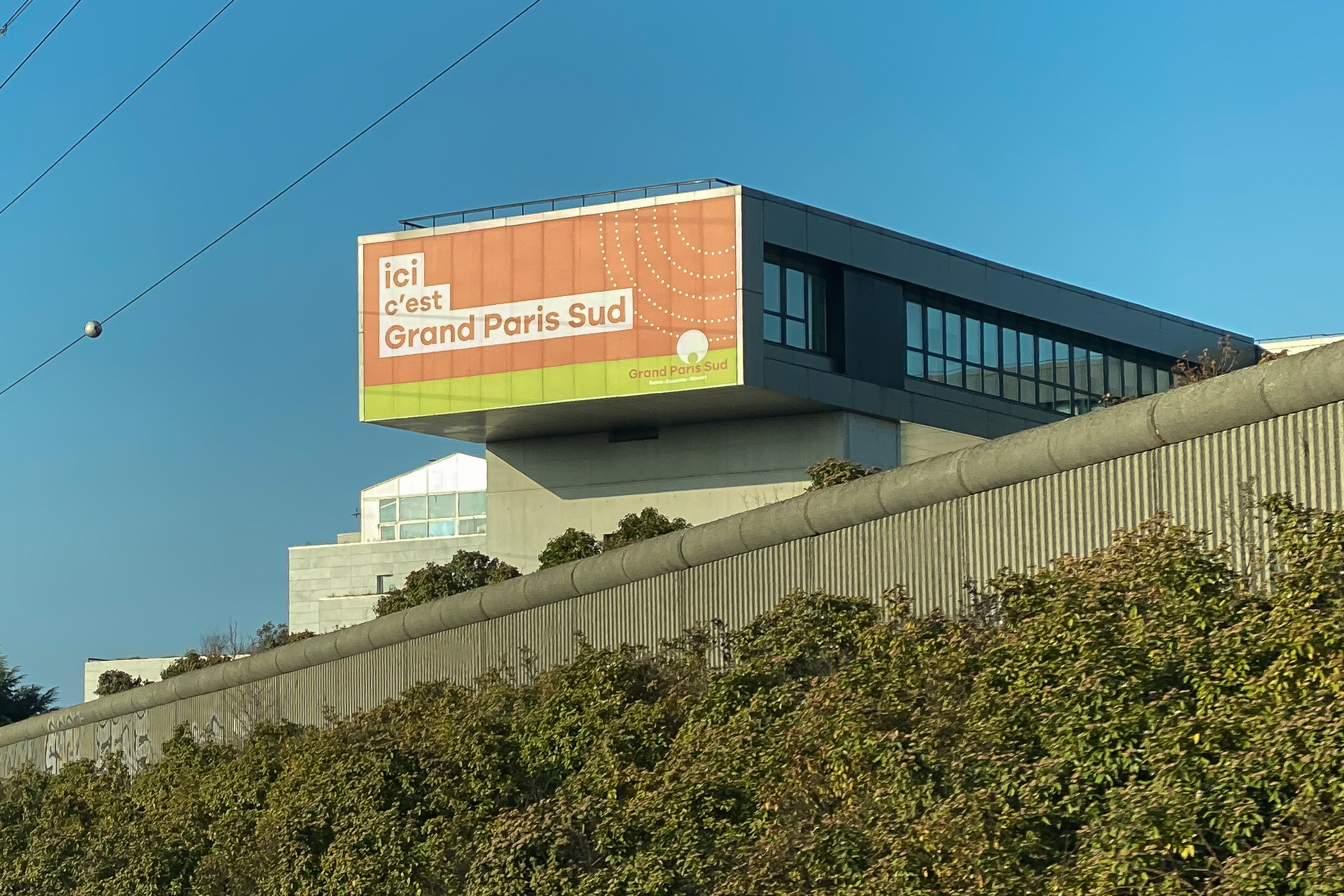
L'hôtel de la communauté d'agglomération Grand Paris Sud Seine-Essonne-Sénart à Évry-Courcouronnes.

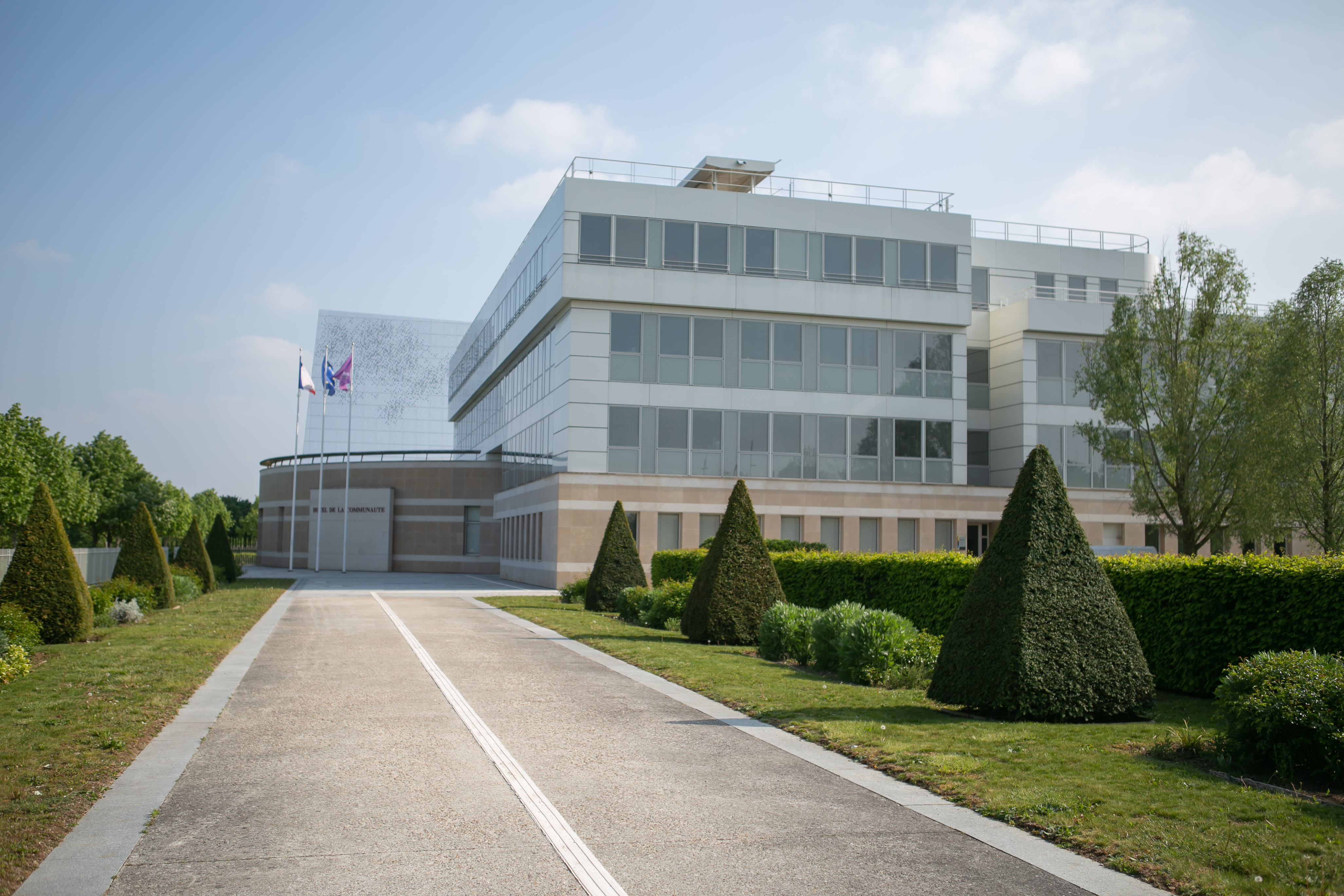
L'hôtel de la communauté d'agglomération Grand Paris Sud Seine-Essonne-Sénart à Lieusaint.

Le siège est fixé à Évry-Courcouronnes, au siège de l'ancienne communauté d'agglomération Évry Centre Essonne. Néanmoins les séances du conseil communautaire ont lieu à Lieusaint, dans les locaux du siège de l'ancienne communauté d'agglomération de Sénart. Ainsi, le siège administratif se situe à Évry-Courcouronnes, siège de la préfecture de l'Essonne, et le siège délibératif à Lieusaint à Carré Sénart, l'ancien siège de la ville nouvelle de Sénart.

### Élus
Le conseil communautaire de la communauté d'agglomération se compose de 83 conseillers, représentant chacune des communes membres et élus pour une durée de six ans.
Ils sont répartis comme suit :
| Nombre de conseillers | Communes                                          |
| --------------------- | ------------------------------------------------- |
| 18                    | Évry-Courcouronnes                                |
| 13                    | Corbeil-Essonnes                                  |
| 7                     | Grigny, Ris-Orangis, Savigny-le-Temple            |
| 5                     | Combs-la-Ville                                    |
| 4                     | Moissy-Cramayel                                   |
| 3                     | Lieusaint                                         |
| 2                     | Bondoufle, Cesson, Lisses, Saint-Pierre-du-Perray |
| 1 (+1 suppléant)      | les 11 autres communes                            |

Au terme des élections municipales de 2020 dans l'Essonne, le nouveau conseil communautaire du 7 juillet 2020 a réélu son président Michel Bisson, maire de Lieusaint, ainsi que ses 15 vice-présidents, qui sont, : 
1. Stéphane Beaudet, maire d’Évry-Courcouronnes, chargé de l’attractivité, de l’enseignement supérieur, de la recherche et de l’innovation ;
2. Bruno Piriou, maire de Corbeil-Essonnes, chargé du renouvellement urbain ;
3. Marie-Line Pichery, maire de Savigny-le-Temple, chargée de l’inclusion républicaine, de l’éducation et de la politique de la ville ;
4. Stéphane Raffalli, maire de Ris-Orangis, chargé de l’aménagement, de l’habitat et des grands projets ;
5. Line Magne, maire de Moissy-Cramyel, chargée du développement économique ;
6. Philippe Rio, maire de Grigny, chargé du développement durable, du cycle de l’eau et de la biodiversité ;
7. Aurélie Gros, maire des Coudray-Montceaux chargée de la démocratie participative ;
8. Olivier Chaplet, maire de Cesson, chargé des mobilités ;
9. Jean Hartz, maire de Bondoufle, chargé des ressources humaines, de la commande publique et des relations internationales ;
10. René Réthoré, maire de Nandy,  chargé de la culture et des spectacles vivants ;
11. Yann Pétel, maire de  Saint-Germain-lès-Corbeil, chargé des sports et de l’évènementiel sportif ;
12. Jean-Baptiste Rousseau, maire de Soisy-sur-Seine, chargé du budget et de la prospective financière ;
13. Karl Dirat, maire de Villabé, chargé de l’espace public et des travaux.
14. Germain Dupont, maire de Tigery, chargé de la valorisation et de la réduction des déchets.
15. Medhy Zeghouf, maire adjoint d’Évry-Courcouronnes, chargé de la culture, de la lecture publique et du patrimoine.

### Liste des présidents
| Période       | Période                      | Identité       | Étiquette   | Qualité |
| ------------- | ---------------------------- | -------------- | ----------- | --- |
| mars 2016     | décembre 2018                | Francis Chouat | PS puis DVG | Historien Maire d'Évry (2012 → 2018) Conseiller général d'Évry-Sud (2002 → 2015) Président de l'ex-CA Évry Centre Essonne (2012 → 2015) Député de l'Essonne (1re circ) (2018 → 2022.) Démissionnaire à la suite de son élection comme député |
| janvier 2019, | En cours (au 9 février 2021) | Michel Bisson  | PS          | Ingénieur RTE Maire de Lieusaint (1998 → ) Réélu pour le mandat 2020-2026 |

### Compétences
La communauté d'agglomération exerce les compétences qui lui ont été transférées par les communes membres, dans les conditions fixées par le code général des collectivités territoriales.
Il s'agit notamment de : 
- développement économique ;
- traitement et protection de l'eau ;
- collecte et traitement des déchets ;
- aménagement de l'espace (documents d'urbanisme, ZAC, organisation de la mobilité)
- équilibre social de l'habitat (Programme local de l'habitat [PLH], logement social, action en faveur des personnes défavorisées, amélioration du parc immobilier bâti, réserves foncières) ;
- politique de la ville ;
- gestion des milieux aquatiques ;
- assainissement ;
- aires d'accueil des gens du voyage ;

et des compétences héritées des anciennes intercommunalités, qui sont :
- culture ;
- sport et jeunesse ;
- environnement et développement durable ;
- relations internationales ;
- aménagement numérique ;
- ingénierie de l'action publique ;
- communication ;
- documentation et archives ;
- gestion des espaces publics, maîtrise d'ouvrage patrimoine bâti et espaces publics, gestion patrimoniale[21].

### Régime fiscal et budget
La communauté d'agglomération est un établissement public de coopération intercommunale à fiscalité propre.
Afin d'assurer la mise en œuvre de ses compétences, et comme toutes les communautés d'agglomération, Grand Paris Sud Seine Essonne Sénart est financée par la fiscalité professionnelle unique (FPU), qui a succédé a la taxe professionnelle unique (TPU), et qui assure une péréquation fiscale entre les communes regroupant de nombreuses entreprises et les communes résidentielles.

## Pour approfondir